# Geist (videojuego)
Geist es un videojuego de disparos en primera persona desarrollado por n-Space, Inc. y publicado por Nintendo para la videoconsola Nintendo GameCube. Es uno de los pocos videojuegos de disparos del estilo original de Nintendo. Llegó al mercado estadounidense y europeo en 2005, mientras su lanzamiento en el mercado japonés fue cancelado.
Un prototipo del juego fue desarrollado por n-Space, Inc., que se acercó a Nintendo para que lo publicaran. Nintendo aceptó, convirtiendo a Geist en el segundo juego de GameCube publicado por Nintendo en recibir una calificación M (el primero fue Eternal Darkness: Sanity's Requiem).
En el juego, los jugadores asumen el rol de un Operativo Especial Espectral (SpecOp), y deben buscar su cuerpo físico que es mantenido con vida misteriosamente en algún lugar de un enorme complejo. Los jugadores no están siempre solos; mientras exploran, ellos deben coleccionar la energía de espítius indígenas para ayudar a revelar un misterio y construir su propio poder, pero no todos los espíritus son amigables. 

## Historia
El juego introduce a John Raimi, un agente antienfermedades que ayuda al gobierno, en una misión con una unidad élite de antiterrorismo. Su equipo ha sido enviado a investigar la oscura Corporación Volks (Volks Corporation). Cuando la operación va terriblemente mal, el personaje es capturado y sometido a un experimento espectral que extrae su espíritu de su cuerpo físico. Ahora debe vagar por los pasillos del Complejo de la Corporación Volks como un espectro fantasmal, usando sus poderes para asustar y poseer a cualquier humano o animal que se cruce en su camino.
Este es básicamente el comienzo de la historia, pero luego Raimi va encontrando nuevos peligros. Recuperar su cuerpo será solo una de varias misiones a completar.

## Modo de juego
El videojuego incluye dos modos de juego básicos, el espectral y el de anfitrión (host).

### Modo espectral
En tu modo espectral verás todo de una forma extraña, más lenta, y podrás traspasar algunos objetos, aunque no todos puesto que la corporación tiene objetos especiales que no permiten que pases (era de esperarse si practican estos experimentos). Al ser un espíritu tienes las facultades de flotar por unos momentos, de traspasar rejas, mallas, cajas, en fin de todo (menos paredes y puertas). También tendrás la opción de poseer animales y objetos.

### Modo huésped
El juego en esta etapa es básicamente un videojuego de disparos en primera persona, en el cual tu huésped tendrá un arma específica, la cual puede tener un ataque secundario (generalmente más fuerte, y más lento). Esta arma no puede ser cambiada, aunque sí se puede dejar al huésped para buscar uno nuevo con un arma más favorable. También es posible poseer científicos, u otro huésped con habilidades especiales para obtener acceso a ciertas partes del complejo.
Además de humanos podrás poseer a los animales, los cuales son vistos solo en sus áreas específicas y solo tiene un uso (expetuando al perro que lo puedes encontrar en varias áreas y lo puedes llevar por distintos caminos), al ser un animal lo verás todo como este lo haría (por ejemplo, un perro no distinguirá el color).
Los objetos son otro huésped poseible del juego, los objetos son los únicos que no podrás mover a voluntad sino que solo presionarás el botón de acción para que un hecho suceda, claro con la excepción de algunos como el láser para activar el portal.

## Personajes principales
En el juego principal solo podrás utilizar a John Raimi, pero como éste es un fantasma podrá poseer a algunos de los demás personajes:
- John Raimi: El personaje principal de la serie es sometido a un experimento que separa su cuerpo y mente, él es uno de los más grandes científicos de biología y química.
- Thomas Brison: Sirviente del ejército durante muchos años, trabaja para el CR-2, una agencia especial que se enfoca en amenazas biológicas y químicas.
- Alexander Volks: Viene de una de las más ricas familias americanas, sus padres murieron cuando tenía seis años y vivió desde entonces con su tía Giselle. Con intereses en lo oculto, es el creador de los SpecOps y descubridor del portal de fantasmas.
- Gigi Volks: hermana menor de Alexander Volks, murió de muy joven. Alexander trató de salvarla y la convirtió en un espectro. Durante el juego guía a Raimi por el camino correcto.
- Red Demon: El primer demonio en salir del agujero es autor de los experimentos. Él convierte a Gigi en espectro y deja una parte de sí mismo en Alexander, para luego poseerlo. Es el último enemigo del juego. Lo único que hay que hacer para detenerlo es atacarlo entre los anillos de poder.

## Multijugador
El videojuego cuenta con la opción multijugador con la que se puede luchar contra 8 oponentes (4 humanos y 4 máquinas). En este modo se puede elegir el tiempo, número de vidas o muertes, el equipo, etc. También hay tres tipos de juego distintos: Matanza de posesión (possession deathmatch), captura al huésped (capture the host) y caza (hunt).

### Matanza de posesión (possession dethmatch)
En la matanza de posesión es un juego bastante parecido al de un jugador, el objetivo es matar huéspedes poseídos, poseyendo a uno, por cada enemigo eliminado se suma un punto y suicidarte restará uno. Si te sales de un cuerpo, éste quedará vulnerable por unos segundos, si éste se eliminado se restará un punto.
- Datos: Q3100199